# Minister za kulturne spomenike in dejavnosti in za turizem Italijanske republike
Minister za kulturne spomenike in dejavnosti Italijanske republike (italijansko Ministro dei Beni e delle Attività Culturali e del Turismo) je na čelu ministrstva, ki se ukvarja z zaščito kulture in uprizarjanja kulturnih dogodkov, z ohrano umetniške dediščine in pokrajinskih posebnosti ter s problemi turizma. Njegove glavne pristojnosti so:
- zaščita starinskih vrednosti in upodabljajočih ter glasbenih umetnosti; nadzor nad restavriranjem umetnin;
- upravljanje umetnostnih akademij in knjižnic;
- upravljanje državnih papirnatih in avdiovizualnih arhivov;
- nadzor nad založbami vsedržavnega pomena;
- razvoj vseh vrst uprizarjanja kulturnih dogodkov;
- razvoj kinematografske umetnosti; nadzor nad kinematografsko industrijo in porabo državnih prispevkov;
- sodelovanje s predsedstvom ministrskega sveta pri razvoju športnih dejavnosti in pri gradnji športnih objektov;
- sodelovanje z deželnimi organi pri zaščiti krajinskih posebnosti, etnoloških umetnin ter urbanistične in arhitektonske kakovosti;
- razvoj in zaščita turizma (od leta 2013, določitev funkcij je še v obravnavi).

Minister za kulturo in turizem Italijanske republike ima sedež v Rimu. Trenutni (2013) minister je Massimo Bray.